# Vicente Fernández (Fußballspieler, 1999)
Vicente Felipe Fernández Godoy (* 17. Februar 1999 in San Bernardo, Santiago de Chile) ist ein chilenischer Fußballspieler auf der Position des Außenverteidigers.

## Karriere

### Verein
Vicente Fernández spielte in der Jugend von CD Universidad Católica und gewann die chilenische U-17-Meisterschaft als Kapitän der Mannschaft. 2018 bekam der Verteidiger einen Profivertrag, konnte sich aber nicht bei den Cruzados durchsetzen. Er wurde daher 2018 an Unión La Calera, 2019 an den Zweitligisten CD Santiago Morning und 2020 an den CD Palestino verliehen. Nach der Leihe verpflichtete Palestino Fernández komplett. Im Februar 2023 wurde der Defensivspieler nach Argentinien zum CA Talleres transferiert, wo er einen Vertrag bis Ende 2026 unterschrieb. Schon im Juli desselben Jahres und nach nur zwei Ligaeinsätzen kehrte Fernández auf Leihbasis zurück und spielte bis Jahresende bei CF Universidad de Chile. Fernández und Talleres hoben anschließend den Vertrag auf und der chilenische Verteidiger konnte ablösefrei am 8. Februar 2024, dem letzten Tag der Transferperiode, nach Australien zu Melbourne City FC wechseln.

### Nationalmannschaft
Vicente Fernández spielte 2019 mit der U-20-Nationalmannschaft bei der Südamerikameisterschaft. Die Mannschaft von Trainer Héctor Robles schied in der Gruppenphase aus. Fernández absolvierte drei der vier Turnierpartien.

## Erfolge
Universidad Católica
- Supercopa de Chile: 2019